# Црљенице
Црљенице је насеље у општини Пљевља у Црној Гори. Према попису из 2003. било је 363 становника (према попису из 1991. било је 475 становника).

## Демографија
У насељу Црљенице живи 301 пунолетни становник, а просечна старост становништва износи 46,7 година (42,8 код мушкараца и 50,3 код жена). У насељу има 116 домаћинстава, а просечан број чланова по домаћинству је 3,13.
Ово насеље је углавном насељено Србима (према попису из 2003. године), а у последња три пописа, примећен је пад у броју становника.
|  |

| Демографија | Демографија | Демографија |
| Година      | Становника  | Становника  |
| ----------- | ----------- | ----------- |
|             |             |             |
|             |             |             |
|             |             |             |
|             |             |             |
| 1948.       | 763         |             |
| 1953.       | 785         |             |
| 1961.       | 844         |             |
| 1971.       | 751         |             |
| 1981.       | 657         |             |
| 1991.       | 475         | 474         |
| 2003.       | 372         | 363         |
|             |             |             |

| Етнички састав према попису из 2003.‍ | Етнички састав према попису из 2003.‍ | Етнички састав према попису из 2003.‍ | Етнички састав према попису из 2003.‍ | Етнички састав према попису из 2003.‍ |
| ------------------------------------ | ------------------------------------ | ------------------------------------ | ------------------------------------ | ------------------------------------ |
|                                      |                                      |                                      |                                      |                                      |
| Срби                                 | Срби                                 |                                      | 266                                  | 73,27%                               |
| Црногорци                            | Црногорци                            |                                      | 79                                   | 21,76%                               |
| непознато                            | непознато                            |                                      | 2                                    | 0,55%                                |

| Година пописа     | 1948. | 1953. | 1961. | 1971. | 1981. | 1991. | 2003. |
| ----------------- | ----- | ----- | ----- | ----- | ----- | ----- | ----- |
| Број домаћинстава | 127   | 130   | 149   | 147   | 153   | 138   | 118   |

| Број чланова      | 1   | 2  | 3  | 4  | 5  | 6  | 7 | 8 | 9 | 10 и више | Просек |
| ----------------- | --- | -- | -- | -- | -- | -- | - | - | - | --------- | ------ |
| Број домаћинстава | 116 | 23 | 35 | 17 | 13 | 12 | 8 | 5 | 3 | 0         | 0      |

| Пол    | Укупно | Неожењен/Неудата | Ожењен/Удата | Удовац/Удовица | Разведен/Разведена | Непознато |
| ------ | ------ | ---------------- | ------------ | -------------- | ------------------ | --------- |
| Мушки  | 145    | 42               | 88           | 8              | 1                  | 6         |
| Женски | 171    | 35               | 89           | 47             | 0                  | 0         |
| УКУПНО | 316    | 77               | 177          | 55             | 1                  | 6         |

| Пол    | Укупно                    | Пољопривреда, лов и шумарство | Рибарство                            | Вађење руде и камена | Прерађивачка индустрија       |
| ------ | ------------------------- | ----------------------------- | ------------------------------------ | -------------------- | ----------------------------- |
| Мушки  | 75                        | 36                            | 0                                    | 13                   | 8                             |
| Женски | 75                        | 64                            | 0                                    | 1                    | 0                             |
| УКУПНО | 150                       | 100                           | 0                                    | 14                   | 8                             |
| Пол    | Производња и снабдевање   | Грађевинарство                | Трговина                             | Хотели и ресторани   | Саобраћај, складиштење и везе |
| Мушки  | 1                         | 5                             | 0                                    | 0                    | 4                             |
| Женски | 0                         | 0                             | 2                                    | 3                    | 0                             |
| УКУПНО | 1                         | 5                             | 2                                    | 3                    | 4                             |
| Пол    | Финансијско посредовање   | Некретнине                    | Државна управа и одбрана             | Образовање           | Здравствени и социјални рад   |
| Мушки  | 0                         | 0                             | 4                                    | 0                    | 0                             |
| Женски | 0                         | 1                             | 1                                    | 2                    | 0                             |
| УКУПНО | 0                         | 1                             | 5                                    | 2                    | 0                             |
| Пол    | Остале услужне активности | Приватна домаћинства          | Екстериторијалне организације и тела | Непознато            | Непознато                     |
| Мушки  | 4                         | 0                             | 0                                    | 0                    | 0                             |
| Женски | 0                         | 0                             | 0                                    | 1                    | 1                             |
| УКУПНО | 4                         | 0                             | 0                                    | 1                    | 1                             |